# 827 هـ
827 هـ هي سنة في التقويم الهجري امتدت مقابلةً في التقويم الميلادي بين سنتي 1423 و1424.

## وفيات
- بدر الدين الدماميني
- محمد بن خليفة الأبي
- البزازي